# CPSF4
CPSF4 (англ. Cleavage and polyadenylation specific factor 4) – білок, який кодується однойменним геном, розташованим у людей на короткому плечі 7-ї хромосоми. Довжина поліпептидного ланцюга білка становить 269 амінокислот, а молекулярна маса — 30 255.
| 10         |  | 20         |  | 30         |  | 40         |  | 50         |
| ---------- |  | ---------- |  | ---------- |  | ---------- |  | ---------- |
| MQEIIASVDH |  | IKFDLEIAVE |  | QQLGAQPLPF |  | PGMDKSGAAV |  | CEFFLKAACG |
| KGGMCPFRHI |  | SGEKTVVCKH |  | WLRGLCKKGD |  | QCEFLHEYDM |  | TKMPECYFYS |
| KFGECSNKEC |  | PFLHIDPESK |  | IKDCPWYDRG |  | FCKHGPLCRH |  | RHTRRVICVN |
| YLVGFCPEGP |  | SCKFMHPRFE |  | LPMGTTEQPP |  | LPQQTQPPAK |  | QSNNPPLQRS |
| SSLIQLTSQN |  | SSPNQQRTPQ |  | VIGVMQSQNS |  | SAGNRGPRPL |  | EQVTCYKCGE |
| KGHYANRCTK |  | GHLAFLSGQ  |  |            |  |            |  |            |

A: Аланін

C: Цистеїн

D: Аспарагінова кислота

E: Глутамінова кислота

F: Фенілаланін

G: Гліцин

H: Гістидин

I: Ізолейцин

K: Лізин

L: Лейцин

M: Метіонін

N: Аспарагін

P: Пролін

Q: Глутамін

R: Аргінін

S: Серин

T: Треонін

V: Валін

W: Триптофан

Кодований геном білок за функцією належить до фосфопротеїнів. 
Задіяний у таких біологічних процесах, як взаємодія хазяїн-вірус, процесинг мРНК, альтернативний сплайсинг. 
Білок має сайт для зв'язування з іонами металів, іоном цинку, РНК. 
Локалізований у ядрі.